# Fulvio Collovati
Fulvio Collovati (født 9. maj 1957 i Teor, Italien) er en italiensk tidligere fodboldspiller (midterforsvarer), og verdensmester med Italien ved VM 1982.

## Klubkarriere
Collovati spillede på klubplan for begge de to store Milano-klubber, AC Milan og Inter. Hos førstnævnte var han med til at vinde både det italienske mesterskab og pokalturneringen Coppa Italia. Senere i karrieren repræsenterede han også Udinese, AS Roma samt Genoa

## Landshold
For Italiens landshold spillede Collovati 50 kampe hvori han scorede tre mål. Hans første landskamp var en venskabskamp på hjemmebane mod Holland 24. februar 1979. Året efter var han med til at blive nr. 4 ved EM 1980 på hjemmebane.
I 1982 blev Collovati verdensmester med landsholdet ved VM i Spanien. Han spillede samtlige italienernes syv kampe i turneringen, herunder finalesejren over Vesttyskland. Hans sidste slutrunde med landsholdet var VM 1986 i Mexico, hvor italienerne røg ud i 1/8-finalen til Frankrig.

## Efter karrierestop
Efter at have stoppet sin aktive karriere har Collovati blandt andet fungeret som ekspertkommentator på den italienske TV-station RAI.

## Titler
Serie A
- 1979 med AC Milan

Coppa Italia
- 1977 med AC Milan

VM
- 1982 med Italien